# Tranexamsäure
| Pharmakologische Informationen     | Pharmakologische Informationen | Pharmakologische Informationen | Pharmakologische Informationen |
| ---------------------------------- | --- | --- | --- |
| Verabreichungsart                  | peroral (p.o.); intravenös (i.v.); lokal | peroral (p.o.); intravenös (i.v.); lokal | peroral (p.o.); intravenös (i.v.); lokal |
| Bioverfügbarkeit                   | 30–50 % nach peroraler Gabe, unbeeinträchtigt durch gleichzeitige Nahrungsaufnahme. Plazentagängig 100 %. Plasmaproteinbindung 3 % (fast ausschließlich an Plasmin). Muttermilchgängig 1 %. | 30–50 % nach peroraler Gabe, unbeeinträchtigt durch gleichzeitige Nahrungsaufnahme. Plazentagängig 100 %. Plasmaproteinbindung 3 % (fast ausschließlich an Plasmin). Muttermilchgängig 1 %. | 30–50 % nach peroraler Gabe, unbeeinträchtigt durch gleichzeitige Nahrungsaufnahme. Plazentagängig 100 %. Plasmaproteinbindung 3 % (fast ausschließlich an Plasmin). Muttermilchgängig 1 %. |
| Metabolismus                       | geringfügig in der Leber; terminale Halbwertszeit 2 Stunden, Verteilungsvolumen 9–12 Liter                                                                                                  | geringfügig in der Leber; terminale Halbwertszeit 2 Stunden, Verteilungsvolumen 9–12 Liter                                                                                                  | geringfügig in der Leber; terminale Halbwertszeit 2 Stunden, Verteilungsvolumen 9–12 Liter                                                                                                  |
| Wechselwirkungen                   | Faktor IX | erhöhtes Thromboserisiko | erhöhtes Thromboserisiko |
| Ausscheidung                       | Urin | 95 % als unveränderte Substanz | 95 % als unveränderte Substanz |
| Klinische Informationen            | | | |
| Nebenwirkungen                     | Sehstörungen, Übelkeit, Erbrechen, Durchfall. Blutdruckabfall (bei schneller i.v. Gabe). | Sehstörungen, Übelkeit, Erbrechen, Durchfall. Blutdruckabfall (bei schneller i.v. Gabe). | Sehstörungen, Übelkeit, Erbrechen, Durchfall. Blutdruckabfall (bei schneller i.v. Gabe). |
| Kontraindikation(en)               | Niereninsuffizienz, Harnwegsblutung, bestehende Thrombosen. | Niereninsuffizienz, Harnwegsblutung, bestehende Thrombosen. | Niereninsuffizienz, Harnwegsblutung, bestehende Thrombosen. |
| Zulassungsstatus                   | | | |
|                                    | Deutschland | USA | UK |
| Erstzulassung oder Markteinführung | 1967 (Anvitoff) | 1986 (Cyklokapron) | 1978 (Cyklokapron) |
| Verschreibungspflicht              | ja | ja | ja |

Tranexamsäure (AMCHA oder TXA) ist ein Arzneistoff, der in der Medizin zur Hemmung des Fibrinolysesystems verwendet wird (Antifibrinolytikum, Fibrinolysehemmer). Der Wirkungsmechanismus beruht auf einer Komplexbildung mit Plasminogen, wodurch dessen Bindung an die Fibrinoberfläche gehemmt wird. Damit resultiert letztlich eine Hemmung der Gerinnselauflösung (Fibrinolyse). 

## Eigenschaften
Tranexamsäure ist ein synthetischer Stoff, der der Aminosäure Lysin ähnelt. Er zählt wie ε-Aminocapronsäure und p-Aminomethylbenzoesäure zur Gruppe der sogenannten ε-Aminocarbonsäuren.
Tranexamsäure ist leicht löslich in Wasser und Eisessig, sowie praktisch unlöslich in Aceton und in Ethanol (96 %). Tranexamsäure in pharmazeutischer Qualität ist ein weißes bis fast weißes kristallines Pulver.

## Wirkungsmechanismus
Tranexamsäure blockiert die Bildung von Plasmin durch Hemmung der proteolytischen Aktivität der Plasminogenaktivatoren. Dadurch wird Plasmin in seiner Fähigkeit Fibrin zu lysieren behindert. Bei niedriger Dosis wirkt Tranexamsäure als kompetitiver Hemmer des Plasmins, bei hoher Dosierung als nicht-kompetitiver Hemmer. Alle ε-Aminocarbonsäuren wirken analog.

## Pharmakokinetik

### Aufnahme und Bioverfügbarkeit
Tranexamsäure ist nach peroraler Gabe zu 30–50 % bioverfügbar. Das Verteilungsvolumen beträgt 9–12 L. Die Halbwertszeit ist 2 Stunden.

### Verstoffwechselung
Tranexamsäure wird nur sehr geringfügig in der Leber verstoffwechselt. Als Stoffwechselprodukte haben sich eine Dicarboxylsäure (1 % der verabreichten Dosis) und die acetylierte Form von Tranexamsäure (0,1 % der verabreichten Dosis) im Urin vorfinden lassen.

### Ausscheidung
Die Ausscheidung erfolgt zu 95 % über die Nieren und Harnwege (renale Elimination). Auf Grund der fast ausschließlich renalen Eliminierung des Stoffs muss die Dosis bei Niereninsuffizienz vor allem bei längerer Anwendung reduziert werden, damit keine Akkumulation von Tranexamsäure im Plasma erfolgt. In Abhängigkeit vom Kreatinin im Serum wird die Anzahl der Einzeldosen pro Tag vermindert.

### Wechselwirkungen
Bei gemeinschaftlicher Verabreichung von Tranexamsäure und Faktor IX bei Hämophilie wird kein erhöhtes Thromboserisiko beobachtet.

## Anwendungsgebiete
- Zur Verhinderung oder Linderung von Blutungen bei Zahnextraktion oder Zahnfleischblutungen bei Hämophilie.[12]

- Generalisierte und/oder lokale Hyperfibrinolyse (verstärkte Fibrinolyse). Minderung der Hyperfibrinolyse, entstanden entweder durch Überschuss an Plasmin (Hyperplasminämie) oder als Folge einer thrombolytischen Behandlung mit beispielsweise Streptokinase. Eine erhöhte lokale Fibrinolyse kann bei Prostataoperationen und Operationen an den Harnwegen, bei rezidivierenden Blutungen des Gastrointestinaltraktes, bei Colitis ulcerosa, bei essentieller oder durch ein Intrauterinpessar (IUP) induzierter Hypermenorrhoe (vermehrter Monatsblutung), bei Nasenbluten und nach Zahnextraktion bei Patienten mit Gerinnungsstörungen (Koagulopathien) auftreten. Ebenso wird Tranexamsäure bei Operationen mit extrakorporalem Kreislauf (Herz-Lungen-Maschine) verwendet und auch beim akuten Schädel-Hirn-Trauma[13] eingesetzt.

- Tranexamsäure findet als Antidot (Gegenmittel) bei der Blockierung von Fibrinolytika wie Streptokinase eine weitere Anwendung. Alternativ gab man hier auch den Proteinaseinhibitor (Antiplasmin) Aprotinin, der wegen seiner thrombogenen Wirkung 2007 vom Markt genommen wurde.[12]

- Hereditäres Angioödem (HAE).[14]

## Nebenwirkungen
- Allergische Reaktionen kommen sowohl systemisch (am ganzen Körper) als auch in Form von Hautausschlägen vor.
- Tranexamsäure kann insbesondere bei Patienten mit angeborener oder erworbener Neigung zu Thrombosen (Thrombophilie) zu einer Bildung oder Vermehrung von Thrombosen führen. Thrombosen können nachfolgend zu Embolien führen (Lungenembolie, Schlaganfall). Eine Meta-Analyse von 216 Studien zur Häufigkeit thrombotischer Komplikationen nach der intravenösen Gabe von Tranexamsäure fand kein erhöhtes Risiko im Vergleich zu Placebo oder keinem Eingriff.[15] Die Meta-Analyse legt nahe, dass intravenös verabreichte TXA auch unabhängig von der Dosierung das Risiko thromboembolischer Ereignisse nicht erhöht. Allerdings kritisieren mehrere Kommentatoren die Heterogenität der Studien.[16]
- Vorhofflimmern mit erhöhtem Schlaganfallrisiko.
- Tranexamsäure kann bei Menschen Sehstörungen auslösen. Im Tierexperiment wurden Schädigungen der Netzhaut beschrieben.

## Gegenanzeigen
- Stillzeit. Tranexamsäure geht in die Muttermilch über (in sehr geringen Konzentrationen von ca. 1 % der Plasmakonzentration).
- Blutungen im Harntrakt. Es können durch Anwendung von Tranexamsäure Verstopfungen der Harnleiter mit nachfolgendem Urinaufstau entstehen.
- Thrombosen. Thrombosen (vorbestehend) werden bei Gabe von Tranexamsäure gefördert.
- Sepsis und DIC (disseminierte intravasale Gerinnung).

## Handelspräparate
- Cyklokapron Filmtabletten 500 mg / Injektions-Infusionslösung 100 mg/ml (D, A, USA); Lysteda Tabletten 650 mg (USA)
- Kombinationspräparat mit humanem Fibrin und Thrombin (Fibrinkleber): Quixil (D; a.H.)